# Conjunto Latinos
Conjunto Latinos was een Surinaamse muziekgroep van circa 1975 tot en met de jaren 1990.
De groep speelde kaseko met latin-invloeden en werd geleid door Randolph Mathurin, alias Papa Ranie. Andere leden waren Leendert Reigman, alias Mighty Linka (later lid van Master Blaster), Raymond Lok Hing, Herbert Seedorf. en de invloedrijke drummer Humphrey Anson.
De groep bestond sinds minimaal 1975 en zette de lijn voort die in de jaren 1970 was neergezet door The Happy Boys. Ze speelde ongeveer twintig jaar aan de top van het kasekogenre. Hits waren onder meer Dansi man, Groentoe boto, Kaka Fowroe, Mama mofo na banawatra, Podosirie, Vertrouw ze niet en Mathilda.
Conjunto Latinos speelde in Suriname en reisde geregeld naar Nederland voor optredens. In 1985 ging de groep voor optredens naar Nicaragua. Dit was tijdens de militaire periode waarin Suriname, en ook Nicaragua, onder invloed stond van het marxisme. Voorafgaand werd een bezoek afgelegd aan legerleider Bouterse.